# تيبور هيفلير
تيبور هيفلير (بالمجرية: Heffler Tibor)‏ (17 مايو 1987 في المجر - ) هو لاعب كرة قدم مجري في مركز الدفاع. شارك مع منتخب المجر تحت 17 سنة لكرة القدم ومنتخب المجر تحت 19 سنة لكرة القدم ومنتخب المجر تحت 21 سنة لكرة القدم ومنتخب المجر لكرة القدم. أما مع النوادي، فقد لعب مع نادي فيديوتون ونادي باكسي.

## وصلات خارجية
- تيبور هيفلير على موقع قاعدة بيانات كرة القدم.إي يو (الإنجليزية)
- تيبور هيفلير على موقع ناشيونال فوتبول تيمز (الإنجليزية)
- تيبور هيفلير على موقع Soccerway.com (الإنجليزية)